# شريان مستقيمي أوسط
الشريان المستقيمي الأوسط (بالإنجليزية: Middle rectal artery)‏ هو شريان موجود في الحوض، ويَمد المستقيم بالدم.

## التكوين

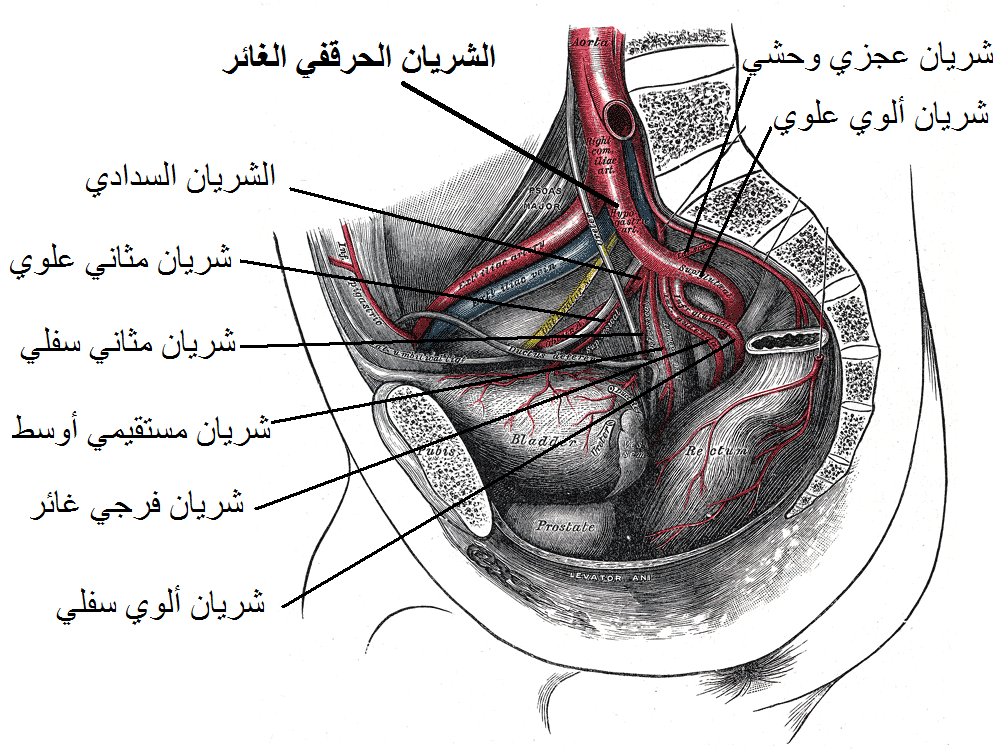
الشريان الحرقفي الغائر وتظهر هنا تفرعاته بما فيها الشريان المستقيمي الأوسط

الشريان المستقيمي الأوسط ينشأ دائمًا مترافقًا مع الشريان المثاني السفلي، كتفرع من الشريان الحرقفي الغائر. يقوم الشريان بالتوزع للمستقيم، ويتفاغر مع الشريان المثاني السفلي والشريان المستقيمي العلوي والشريان المستقيمي السفلي.
في الذكور، يقوم أحيانًا بالتفرع ليقوم بإمداد الموثة والحويصلات المنوية بالدم، بينما يتفرع في الإناث ليقوم بإمداد المهبل بالدم.

## صور إضافية

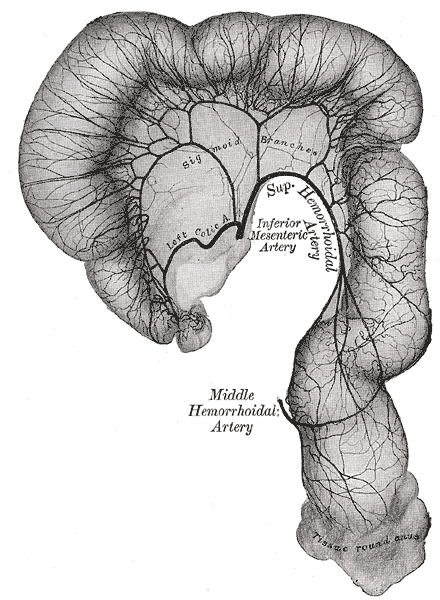
القولون السيني والمستقيم، ويظهران توزيع تفرعات الشريان المساريقي السفلي وتفاغراتهم.
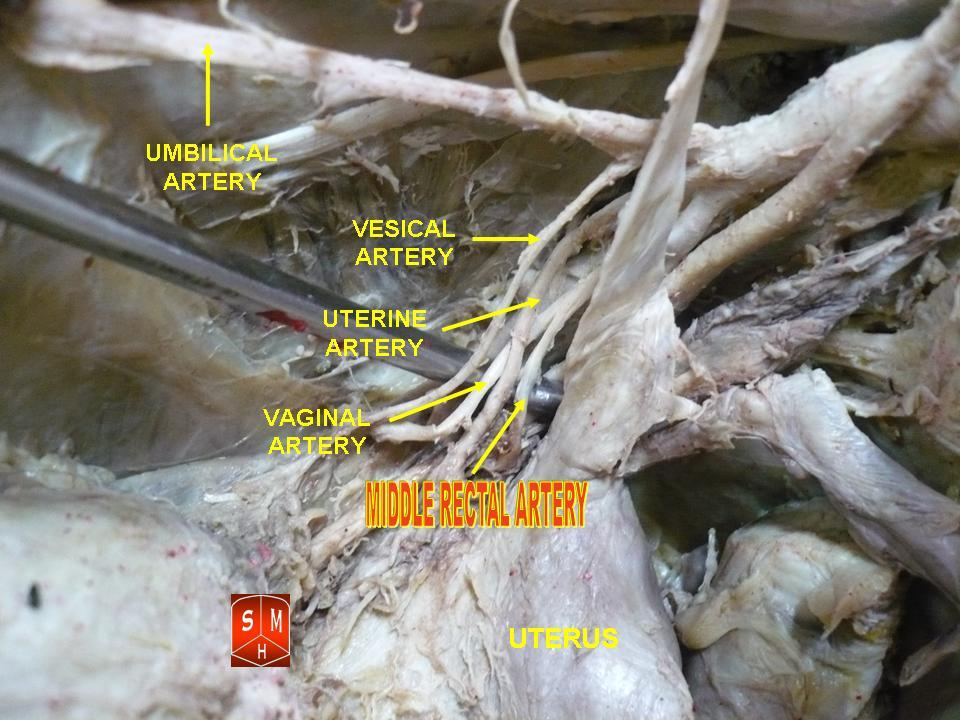
الشريان المستقيمي الأوسط

## وصلات خارجية
- صور تشريحية:43:13-0302 في مركز داونستيت الطبي التابع لجامعة نيويورك - "حوض الأنثى: تفرعات الشريان الحرقفي الغائر"
- درسٌ تشريحي حول pelvis مُعدٌ بواسطة ويسلي نورمان (جامعة جورجتاون). (pelvicarteries)